# Punte Kohlrausch
Puntea Kohlrausch e o punte Wheatstone modificată folosită la determinarea conductivității electrolitice. Face parte din celule conductometrice. Folosește curent alternativ de 100-2000 Hz.

## Descriere

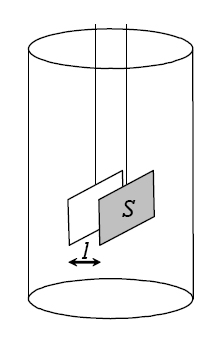
Schéma de principiu a unei cellule conductimétrice

Modificarea care apare raportată la puntea Wheatstone constă in inlocuirea rezistenței electrice necunoscute cu celula conductometrică.